# Jan Birke
Jan Birke (* 1. června 1969 Náchod) je český politik, v letech 2013 až 2021 poslanec Poslanecké sněmovny PČR, v letech 2012 až 2019 a opět od roku 2020 zastupitel Královéhradeckého kraje, od roku 2010 starosta města Náchoda a mezi lety 2017 až 2018 místopředseda České strany sociálně demokratické. V dubnu 2021 dostal nabídku na post ministra kultury ČR.

## Život
Původním povoláním je strojař, vystudoval SPŠ strojnickou v Novém Městě nad Metují. V letech 1993 až 1996 pracoval jako manažer americko-čínské společnosti se zaměřením na zabezpečení výroby a dodávky strategických surovin v Číně. V letech 2004 až 2005 působil na Ministerstvu pro místní rozvoj ČR a v letech 2005 až 2006 jako ředitel kabinetu předsedy vlády ČR Jiřího Paroubka.
Angažuje se ve Smíšené česko-čínské komoře vzájemné spolupráce jako místopředseda správní rady, dříve byl prezidentem komory (zvolen v roce 2013), později předsedou její dozorčí rady.
Jan Birke je ženatý (manželka Šárka) a má dvě dcery, Adélu a Natálii. V září 2023 podlehla mladší dcera Natálie plicní embolii.
Dne 13. července 2015 začaly jeho vážné zdravotní komplikace, kdy se mu poprvé ucpala céva a Birke musel podstoupit urgentní operaci. To se znovu opakovalo o tři měsíce později, následovala dlouhá rekonvalescence. Jednou z příčin, jak sám přiznává, bylo dlouhodobé a silné kouření. Právě od těchto zdravotních komplikací Jan Birke s kouřením přestal. Musel se ale vzdát také kandidatury na hejtmana v čele kandidátky České strany sociálně demokratické v krajských volbách 2016, což oznámil v listopadu 2015.

## Politické působení
Do politiky se pokoušel vstoupit už v komunálních volbách v roce 1998, kdy kandidoval za Českou stranu sociálně demokratickou (od roku 2023 Sociální demokracie) do Zastupitelstva města Náchoda, ale neuspěl. Do zastupitelstva se dostal až po komunálních volbách v roce 2002. Mandát zastupitele města pak obhájil v komunálních volbách v roce 2006 a v komunálních volbách v roce 2010. Následně byl v listopadu 2010 zvolen také starostou města Náchoda.
Od roku 2011 do listopadu 2013 byl také Předsedou klubu starostů a primátorů za ČSSD.
Do vyšší politiky se pokoušel dostat při krajských volbách v roce 2000, kdy kandidoval za ČSSD do Zastupitelstva Královéhradeckého kraje, ale neuspěl. Podařilo se mu to až v krajských volbách v roce 2012 a stal se tak zastupitelem Královéhradeckého kraje. V krajských volbách v roce 2016 mandát krajského zastupitele obhájil. Na kandidátce byl původně na 12. místě, ale vlivem preferenčních hlasů skončil nakonec druhý. Na mandát však na konci září 2019 rezignoval, a to kvůli sporům kolem šéfky náchodské nemocnice.
Kandidoval také ve volbách do Poslanecké sněmovny PČR v roce 2002 za ČSSD, ale neuspěl. O více než deset let později ve volbách do Poslanecké sněmovny PČR v roce 2013 kandidoval opět za ČSSD, a to ze čtvrtého místa v Královéhradeckém kraji a byl zvolen. Získal 5 456 preferenčních hlasů a předskočil tak lídryni kandidátky Hanu Orgoníkovou, která se tak do Sněmovny vůbec nedostala.
V Poslanecké sněmovně PČR je také členem Hospodářského výboru, členem a ověřovatelem Volebního výboru a členem Podvýboru pro dopravu.
Aktivní je také ve sněmovních vyšetřovacích komisích, původně byl členem, později předsedou Vyšetřovací komise pro vyšetření závažných pochybení, která se stala při přípravě a realizaci stavby dálnice D47.
V komunálních volbách v roce 2014 obhájil post zastupitele města Náchoda, když vedl kandidátku ČSSD. Vzhledem k tomu, že ČSSD volby ve městě s výrazným náskokem vyhrála (42,99 % hlasů, 13 mandátů), byl Jan Birke dne 10. listopadu 2014 zvolen starostou města Náchoda pro druhé funkční období.
Jako starosta Náchoda se od roku 2012 velmi aktivně zapojoval do protestů a snah o zastavení záměrů ministerstva životního prostředí na průzkum oblasti ve věci případné těžby břidlicových plynů. Byl jednou z vůdčích osobností tohoto protestu, ve kterém se podařilo sjednotit dotčené obce a záměr ministerstva nakonec zvrátit.
Jan Birke je známý svým aktivním řešením dopravní situace v Náchodě, kde se mu podařilo díky koordinaci s investicemi státu zrealizovat celou řadu projektů. Ve městě vyrostly nové kruhové křižovatky, průtah Plhovskou ulicí, nové autobusové nádraží, kompletní rekonstrukce mezinárodní komunikace do Polska a další stavby.
Byl odborným mluvčím ČSSD pro oblast dopravy, ke které se aktivně vyjadřoval také v médiích. Dne 10. března 2017 byl na 39. sjezdu ČSSD v Brně zvolen místopředsedou strany. Hlas mu dalo 486 delegátů. Funkci zastával do února 2018.
Ve volbách do Poslanecké sněmovny PČR v roce 2017 byl lídrem ČSSD v Královéhradeckém kraji. Získal 1 660 preferenčních hlasů a obhájil tak mandát poslance. V komunálních volbách v roce 2018 obhájil mandát zastupitele města Náchod, když vedl místní kandidátku ČSSD.
V krajských volbách v roce 2020 byl zvolen jako člen ČSSD zastupitelem Královéhradeckého kraje, když kandidoval za subjekt „SPOLU PRO KRAJ – Osobnosti kraje, ČSSD a Zelení“. Na kandidátce původně figuroval na 25. místě, ale vlivem preferenčních hlasů skončil druhý.
Když byl v dubnu 2021 odvolán ministr zahraničních věcí ČR Tomáš Petříček, tak ČSSD prostřednictvím svého předsedy Jana Hamáčka zveřejnila plán, že by se novým ministrem zahraničních věcí ČR stal dosavadní ministr kultury ČR Lubomír Zaorálek a Birke pak novým ministrem kultury ČR. Tento návrh však odmítl Zaorálek, který ministrem kultury ČR zůstal a na post ministra zahraničních věcí ČR byl navržen Jakub Kulhánek. Birke byl též členem Národní rady pro sport v rámci Národní sportovní agentury v oboru Sport a samospráva.
Ve volbách do Poslanecké sněmovny PČR v roce 2021 byl lídrem kandidátky ČSSD v Královéhradeckém kraji. Zvolen však nebyl, neboť ČSSD nepřekročila pětiprocentní hranici nutnou pro vstup do sněmovny.
V krajských volbách v roce 2024 obhájil z pozice člena SOCDEM post zastupitele Královéhradeckého kraje, a to na kandidátce uskupení „HLAS samospráv – pro spravedlivý rozvoj Královéhradeckého kraje“ (tj. SOCDEM, hnutí SproK a hnutí RH). Původně figuroval na 16. místě kandidátky, ale vlivem preferenčních hlasů skončil první. Před sněmovními volbami v roce 2025 se spekulovalo o jeho možné opětovné kandidatuře do Poslanecké sněmovny, kterou však v červnu 2025 vyloučil.